# بويس برنارد
بويس برنارد (بالفرنسية: Bois-Bernard)‏ هي بلدية تقع في إقليم باد كاليه من منطقة نور با دو كاليه في شمال فرنسا. تبلغ مساحة هذه المدينة 3.97 (كم²)، وترتفع عن سطح البحر 65 م، يبلغ عدد سكانها 809 نسمة حسب إحصاء المعهد الوطني للإحصاء والدراسات الاقتصادية سنة 2009 م. وترأس Christine Toutain البلدية خلال فترة (2001-2008).

## أعلام
- عادل أزباج